# Yohei Takaoka
Pour les articles homonymes, voir Takaoka.
Yohei Takaoka (高丘 陽平, Takaoka Yohei), né le 16 mars 1996, est un footballeur japonais jouant au gardien de but aux Whitecaps de Vancouver en MLS.

## Biographie

### Débuts au Japon
Takaoka commence sa carrière professionnelle en 2014 avec le club du Yokohama FC, club de J2 League. Le 26 mars 2018, il est prêté au Sagan Tosu, club de J1 League. Il est définitivement transféré au Sagan Tosu le 5 janvier 2019. Il dispute un total de 40 matchs en J1 League avec le club. 
Le 23 octobre 2020, il est transféré au Yokohama F. Marinos,. Avec les Yokohama F. Marinos, il remporte le championnat du Japon en 2022 après avoir terminé deuxième en 2021. Le 7 novembre 2022, il figure dans l'équipe-type de la J1 League,, au même titre que quatre de ses coéquipiers après avoir été champion du Japon. Il devient le deuxième gardien du Yokohama F. Marinos à être nommer dans l'équipe-type, après Shigetatsu Matsunaga en 1993.

### Transfert à Vancouver
Le 17 février 2023, Yohei Takaoka est transféré aux Whitecaps de Vancouver en Major League Soccer où il signe un contrat de deux ans, assorti d'une saison supplémentaire en option. Il devient le quatrième joueur japonais à rejoindre les Whitecaps.
Il dispute sa première rencontre avec les Whitecaps dès le 25 février suivant, dans une défaite 1-2 au BC Place face au Real Salt Lake lors de la rencontre inaugurale de la saison 2023. Le 17 avril, il est nommé dans l'équipe-type de la 8e journée, après avoir réalisé sept arrêts, lors du match nul et vierge contre Austin FC. Il enchaine son troisième blanchissage consécutive en championnat. Puis, il réalise un excellent match face aux Rapids du Colorado, arrêtant notamment un penalty. Il égale le record de club, avec son quatrième blanchissage d'affilée,. Sa performance lui vaut d'être nommé dans l'équipe-type de la 10e journée.

## Palmarès
Yokohama F. Marinos
- Champion du Japon en 2022
- Vice-champion du Japon en 2021